# Émetteur de Haute-Goulaine

L'émetteur de Haute-Goulaine (ou émetteur de la Louée), est un émetteur de télévision situé sur la commune de Haute-Goulaine au sud-est de Nantes en Loire-Atlantique.

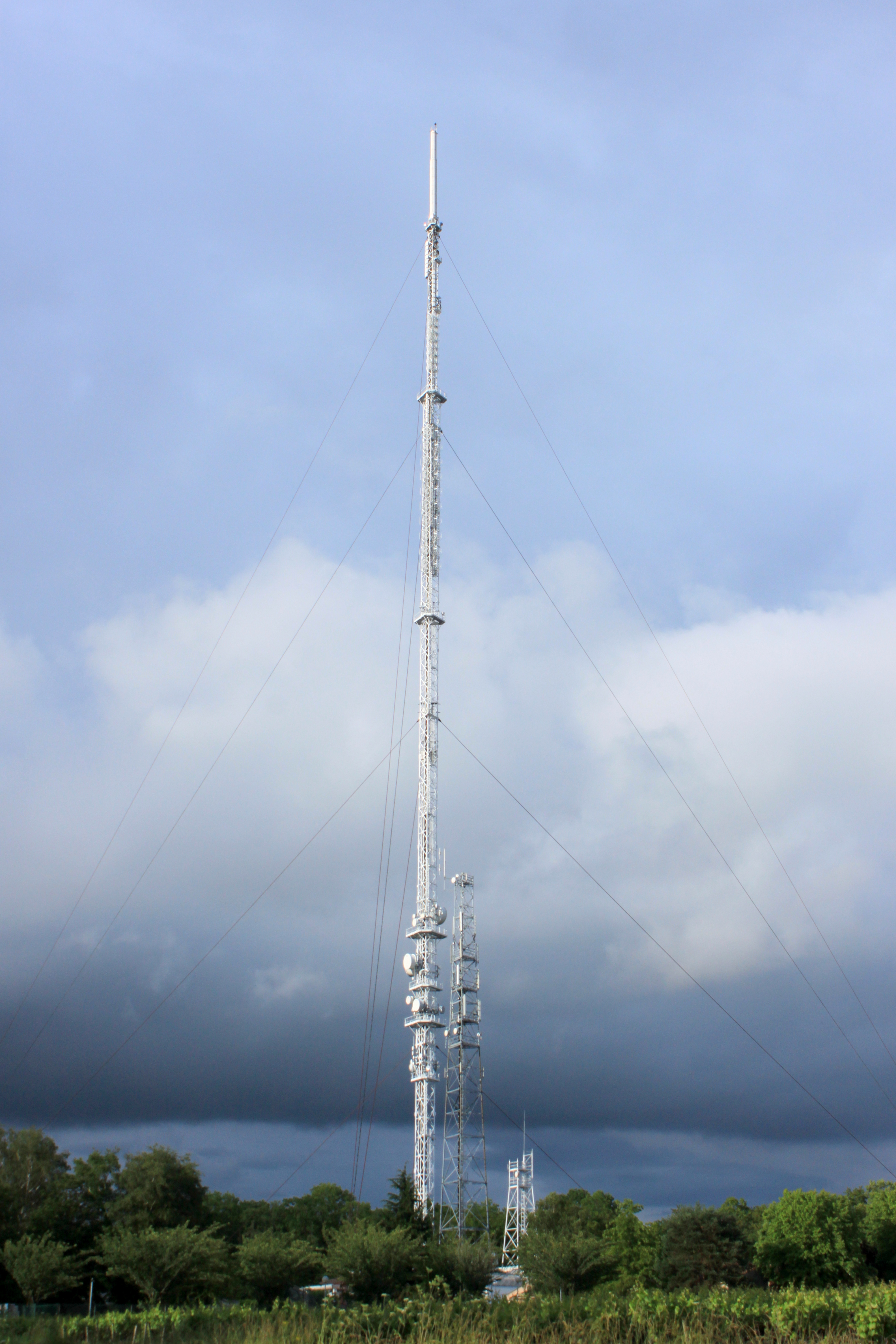
Pylône de la Louée, construit par TDF en 2003.

Cette installation qui appartient à l'opérateur TDF (Télédiffusion de France) sert à la diffusion de la télévision numérique terrestre, la radio FM, la téléphonie mobile et à d'autres types de transmissions comme le faisceau hertzien, sur la quasi-totalité du département mais aussi une partie du Maine-et-Loire (Cholet notamment) et de la Vendée. 

## Localisation
L'émetteur est situé au lieu-dit « la Louée » au sud du bourg de Haute-Goulaine en lisière de la route départementale 149 marquant la limite avec la commune de Vertou.

## Histoire
C'est à l'emplacement de l'ancienne châtaigneraie de « La Louée », que la RTF (Radiodiffusion-Télévision Française) a décidé de s'implanter en mars 1957 avec la mise en service d'un petit émetteur TV local limité à Nantes et sa banlieue, le deuxième de l'Ouest après Rennes, sur un échafaudage provisoire haut de 50 m environ,,,.  Haute-Goulaine s'était vu attribuer le canal 4 VHF en polarisation verticale (brins de l'antenne disposés verticalement) au standard français de 819 lignes (canal F4-V). La puissance de ce petit émetteur provisoire était de 50 watts. 
Entre-temps la construction d'un pylône de 200 m par les Établissements Joseph Paris de Nantes, allait permettre à partir du 7 avril 1960 d'amener la télévision à presque toute la Loire-Atlantique, à l'ouest du département de Maine-et-Loire et à la moitié nord de la Vendée. Cet émetteur de 20 kW (puissance crête-image) aurait normalement dû entrer en fonction fin 1958 ou début 1959, mais les crédits n'avaient pu être obtenus plus tôt, la télévision n'étant pas alors considérée comme une priorité par les divers gouvernements de l'époque.
Le 26 juin 1964, Alain Peyrefitte, ministre de l'information, inaugurait officiellement dans le centre RTF de Haute-Goulaine « Télé-Loire Océan », journal régional qui allait devenir plus tard « Télé Pays de Loire, édition de Nantes » (l'émetteur du Mans ayant une édition Sarthe-Mayenne-Maine-et-Loire).
La rédaction, la production et la diffusion du journal télévisé régional restèrent dix ans à Haute-Goulaine, jusqu'à la mise en service de la « Maison de l'ORTF » de l'Île Beaulieu à Nantes, inaugurée par Jacques Sallebert en avril 1974. L'évolution était aussi marquée par le passage à la couleur des émissions nantaises, abandonnant les reportages en 16 mm noir et blanc (avec bande magnétique audio séparée) au profit, notamment, de l'enregistrement sur magnétoscopes portatifs ou de films 16 mm couleur.
En septembre 1965, l'ORTF mettait en service un émetteur diffusant la Deuxième Chaîne sur le canal 29-H UHF avec une puissance apparente rayonnée de 1000 kW (contre 300 kW pour l'émetteur Première Chaîne. La pose de l'antenne nécessaire à cette nouvelle diffusion fit passer la hauteur du pylône de 200 à 220 mètres. Le 1er octobre 1967, cet émetteur diffusait ses premières images en couleurs avec le système SECAM III-b.
Le 31 janvier 1974, un second émetteur UHF était mis en service sur le canal 26-H pour diffuser la Troisième Chaîne couleur, suivi en septembre 1978 par celui de TF1-Couleur sur le canal 23-H.
À partir de l'ouverture de la bande FM aux stations privées en 1981, Télédiffusion de France se vit confier la diffusion de plusieurs radios nantaises puis de réseaux nationaux, attirés par la hauteur exceptionnelle de son pylône de Haute-Goulaine.
En 1983, les émissions de TF1 en 819 lignes VHF cessaient définitivement sur l'émetteur de Haute-Goulaine et les encombrantes antennes du canal 4 en Bande I étaient démontées pour être remplacées en 1984 par de nouveaux aériens permettant la diffusion, en mars 1985, de la nouvelle chaîne cryptée Canal+ sur le nouveau canal L09-V en Bande III.
Le 30 juin 1986 un émetteur de 50 kW de puissance apparente rayonnée et un jeu d'antennes spécifique étaient mis en service pour accueillir la  chaîne privée La Cinq et c est au tour de TV6 d émettre avec la même puissance au cours du 2e semestre .
Dans les années 2000 le pylône de Haute-Goulaine, conçu initialement par la RTF pour deux émetteurs TV et trois radios FM, était devenu obsolète, accueillant six chaînes TV et plusieurs radios FM, sans compter son usure prématurée par l'air salin relativement proche. Son remplacement s'avérait indispensable.
Un nouveau pylône a donc été construit par TDF (Télédiffusion de France) à côté de l'ancien, dont il a pris le relais le 10 décembre 2003. L'ancien mât a été démonté et le nouveau diffuse depuis septembre 2005 les émissions TV en nouvelle norme TNT.
En mars 2007, Haute-Goulaine fête les 50 ans de présence de la radio-télévision sur son territoire.

## Description
Construit sur un site se trouvant à 50 mètres d'altitude, il est constitué de 2 pylônes haubanés d'une hauteur respective de 227 mètres et 63 mètres.

## Télévision

### Télévision analogique
Le 18 mai 2010, la télévision analogique cesse d'émettre dans les Pays de la Loire, cet émetteur-là était évidemment concerné.
| Chaîne                    | Canal | Puissance (PAR) |
| ------------------------- | ----- | --------------- |
| TF1                       | 23H   | 665 kW          |
| France 2                  | 29H   | 665 kW          |
| France 3 Pays de la Loire | 26H   | 665 kW          |
| Canal+                    | 9V    | 300 kW          |
| France 5 / Arte           | 21H   | 50 kW           |
| M6                        | 65H   | 50 kW           |
| Télénantes / Nantes 7     | 47H   | 30 kW           |

### Télévision numérique
Les multiplexes présentées ci-dessous émettent depuis le 5 avril 2016, date du passage à la TNT en HD (norme MPEG-4). Elle marque la disparition des multiplexes R5 et R8, le passage en clair de la chaîne LCI et, le 1er septembre 2016, le démarrage de France Info, la chaîne d'information du service public. 
Le multiplex R9 (norme HEVC) permettant la diffusion de chaînes en UHD et HD-HDR est activé le 23 janvier 2024.
Canaux, puissances et diffuseurs des multiplexes
| Multiplex | Canaux | Puissances (PAR) | Diffuseur |
| --------- | ------ | ---------------- | --------- |
| R1        | 47H    | 98 kW            | Towercast |
| R15 (TVO) | 38H    | 30 kW            | TDF       |
| R2        | 23H    | 65 kW            | Towercast |
| R3        | 30H    | 65 kW            | TDF       |
| R4        | 45H    | 65 kW            | Towercast |
| R6        | 29H    | 65 kW            | Towercast |
| R7        | 32H    | 65 kW            | Towercast |
| R9        | 35H    | 16 kW            | TDF       |

#### Multiplex R1
| LCN | Nom de la chaîne          |
| --- | ------------------------- |
| 2   | France 2                  |
| 3   | France 3 Pays de la Loire |
| 14  | France 4                  |
| 31  | Télénantes                |

#### Multiplex R15 (TVO)
L'émetteur de Haute-Goulaine couvrant une partie du Maine-et-Loire et de la Vendée, ce multiplex a été mis en place pour que les habitants de ces départements puissent recevoir des chaînes locales supplémentaires.
| LCN | Nom de la chaîne |
| --- | ---------------- |
| 33  | TLC              |
| 34  | TV Vendée        |

#### Multiplex R2
| LCN | Nom de la chaîne |
| --- | ---------------- |
| 8   | C8               |
| 15  | BFM TV           |
| 16  | CNews            |
| 17  | CStar            |
| 18  | Gulli            |

#### Multiplex R3
| LCN | Nom de la chaine |
| --- | ---------------- |
| 4   | Canal+           |
| 26  | LCI              |
| 41  | Paris Première   |
| 42  | Canal+ Sport     |
| 43  | Canal+ Cinéma(s) |
| 45  | Planète+         |

#### Multiplex R4
| LCN | Nom de la chaîne |
| --- | ---------------- |
| 5   | France 5         |
| 6   | M6               |
| 7   | Arte             |
| 9   | W9               |
| 22  | 6ter             |

#### Multiplex R6
| LCN | Nom de la chaîne |
| --- | ---------------- |
| 1   | TF1              |
| 10  | TMC              |
| 11  | TFX              |
| 12  | NRJ 12           |
| 13  | LCP              |

#### Multiplex R7
| LCN | Nom de la chaîne |
| --- | ---------------- |
| 20  | TF1 Séries Films |
| 21  | L'Équipe         |
| 23  | RMC Story        |
| 24  | RMC Découverte   |
| 25  | Chérie 25        |

#### Multiplex R9
| LCN | Nom de la chaîne |
| --- | ---------------- |
| 52  | France 2 UHD     |

## Radio FM
L'émetteur de Haute-Goulaine diffuse les 5 principales radios publiques, dont celle de la région, sur une large couverture visant l'ouest des Pays de la Loire. Du fait de sa forte proximité avec Nantes, ce site de diffusion émet 60 % des radios autorisées sur l'agglomération nantaise. Tous les émetteurs FM appartiennent à TDF et les stations sont émises depuis le pylône haubané de 225 mètres.
| Fréquence | Radio                | Catégorie      | Puissance | Code RDS (PS) |
| --------- | -------------------- | -------------- | --------- | ------------- |
| 89.5      | Alouette             | B              | 2 kW      | ALOUETTE      |
| 90.1      | RFM                  | D              | 3 kW      | __RFM___      |
| 90.6      | France Inter         | Radio publique | 251 kW    | __INTER_      |
| 94.2      | France Culture       | Radio publique | 251 kW    | _CULTURE      |
| 94.7      | Virgin Radio Nantes  | C              | 3 kW      | _VIRGIN_      |
| 95.7      | FIP Nantes           | Radio publique | 2,5 kW    | __F_I_P_      |
| 96.1      | Mouv'                | Radio publique | 3 kW      | __MOUV'_      |
| 97.7      | RTL2 Nantes          | C              | 3 kW      | __RTL2__      |
| 98.9      | France Musique       | Radio publique | 251 kW    | _MUSIQUE      |
| 99.9      | RMC                  | E              | 500 W     | _RMC____      |
| 101.8     | Ici Loire Océan      | Radio publique | 200 kW    | ICI_L-OC      |
| 102.4     | NRJ Nantes           | C              | 3 kW      | __NRJ___      |
| 102.9     | Skyrock              | D              | 3 kW      | SKYROCK_      |
| 103.4     | Fun Radio Atlantique | C              | 3 kW      | ___FUN__      |
| 104.3     | RTL                  | E              | 3 kW      | __RTL___      |
| 104.7     | Europe 1             | E              | 3 kW      | EUROPE_1      |
| 105.5     | France Info          | Radio publique | 2,5 kW    | __INFO__      |
| 106.7     | Radio Classique      | D              | 4 kW      | CLASSIQ_      |
| 107.2     | BFM Business         | D              | 3 kW      | __BFM___      |

## Téléphonie mobileet autres transmissions
Depuis le pylône haubané haut de 63 mètres.
| Opérateur        | 2G  | 3G  | 4G  | 5G  | FH  |
| ---------------- | --- | --- | --- | --- | --- |
| Orange           | Oui | Oui | Oui | Oui | Non |
| SFR              | Oui | Oui | Oui | Oui | Non |
| Bouygues Telecom | Oui | Oui | Oui | Oui | Oui |
| Free             | Non | Oui | Oui | Oui | Oui |

- TDF : faisceau hertzien / SAT GEO[12]

Depuis le pylône haubané de 225 mètres
- Sysoco[13][source insuffisante] (ex-IMTS) : faisceau hertzien
- IFW (opérateur de WiMAX) : boucle locale radio de 3 GHz
- Bouygues Telecom : faisceau hertzien[12]
- SFR : faisceau hertzien[12]
- TDF : faisceau hertzien, FM et Multiplex (RDF DVB-T)[12]
- TowerCast : FM et Multiplex (RDF DVB-T)[12]

## Photos
- Emetteurs TNT dans la Loire-Atlantique sur le forum de tvnt.net (consulté le 18 avril 2017).
- Sur tvignaud (consulté le 18 avril 2017).
- Sur annuaireradio.fr (consulté le 18 avril 2017).